# Weißbauchhabicht

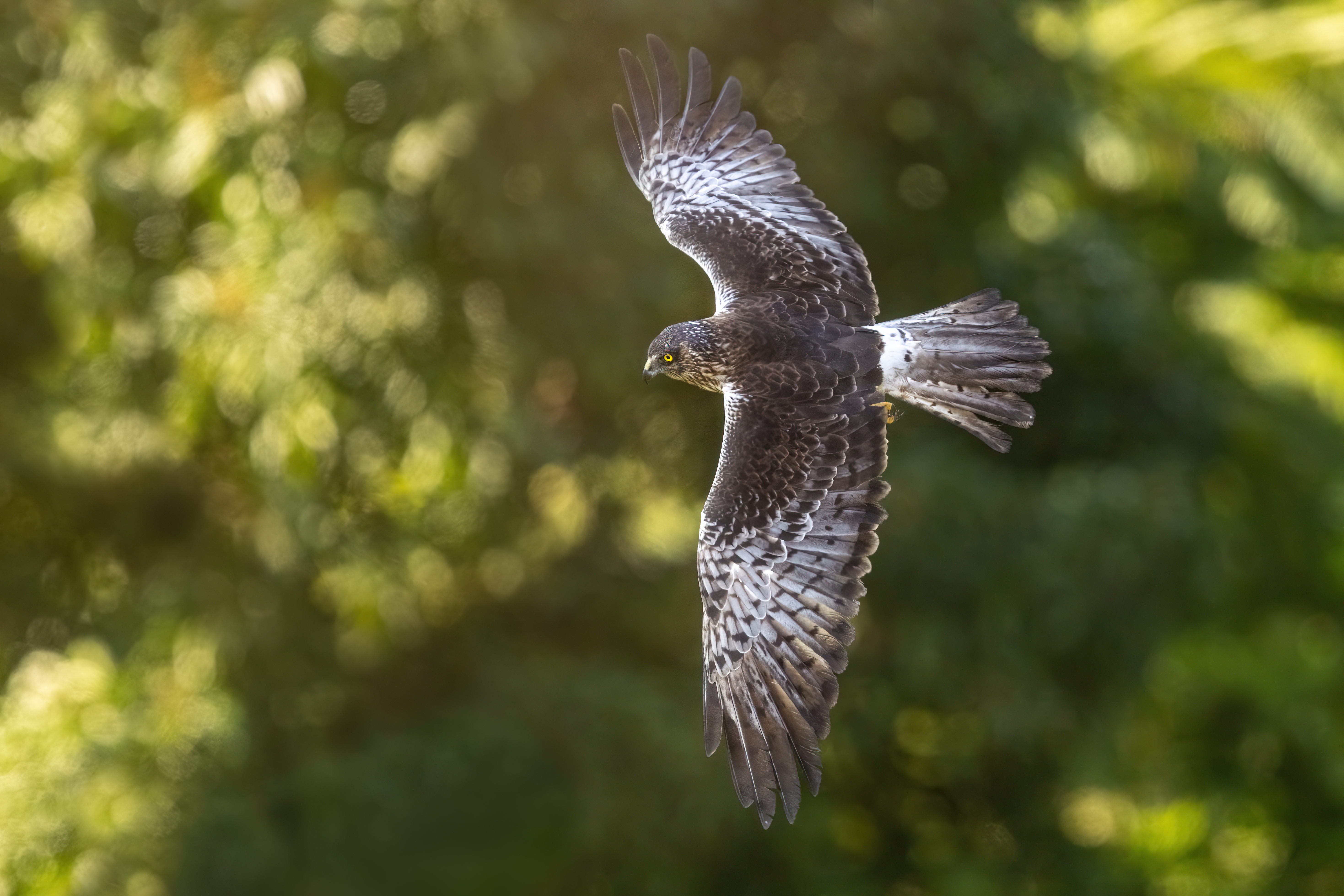
Weißbauchhabicht im Flug

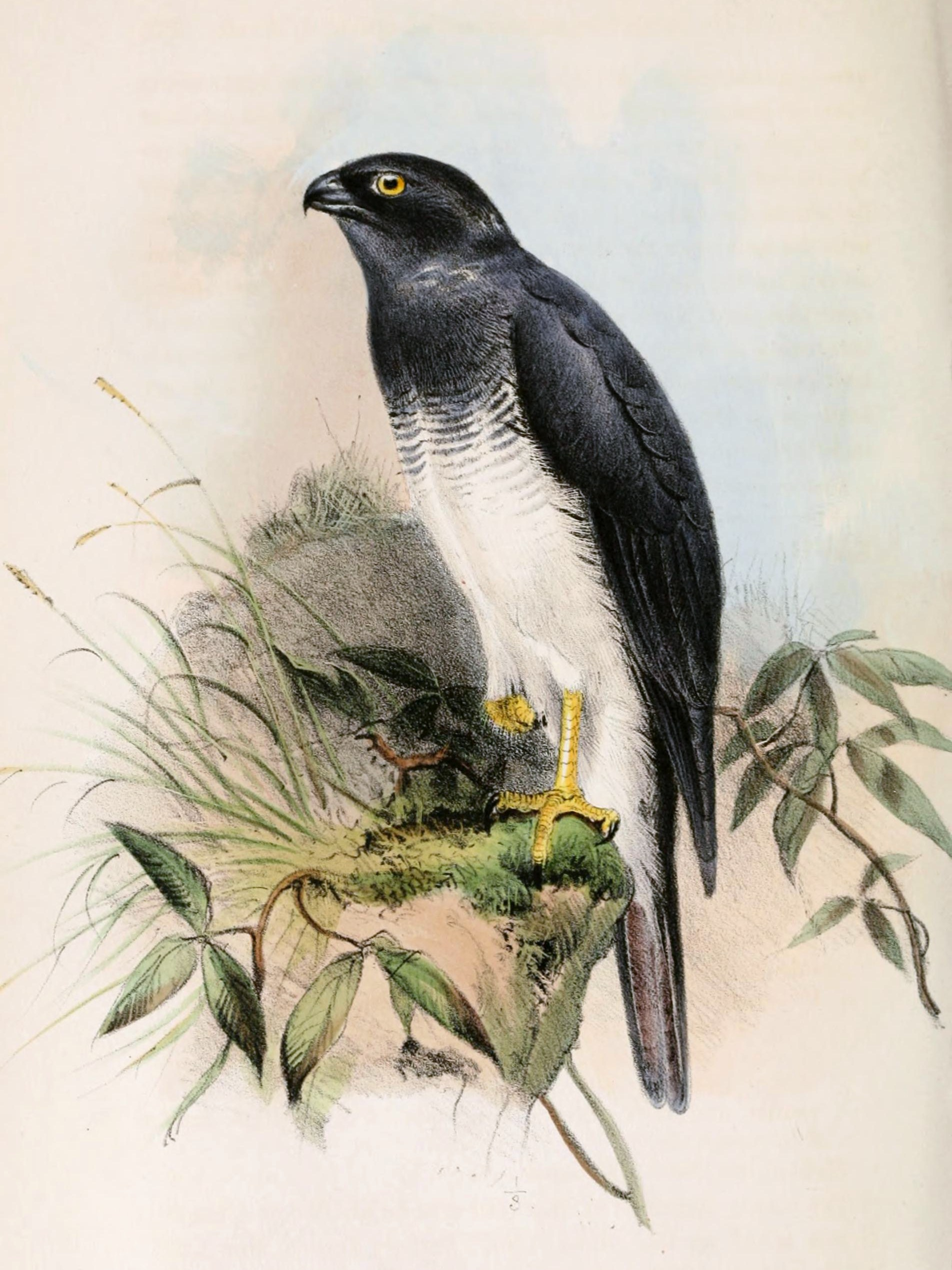
Weißbauchhabicht, Illustration

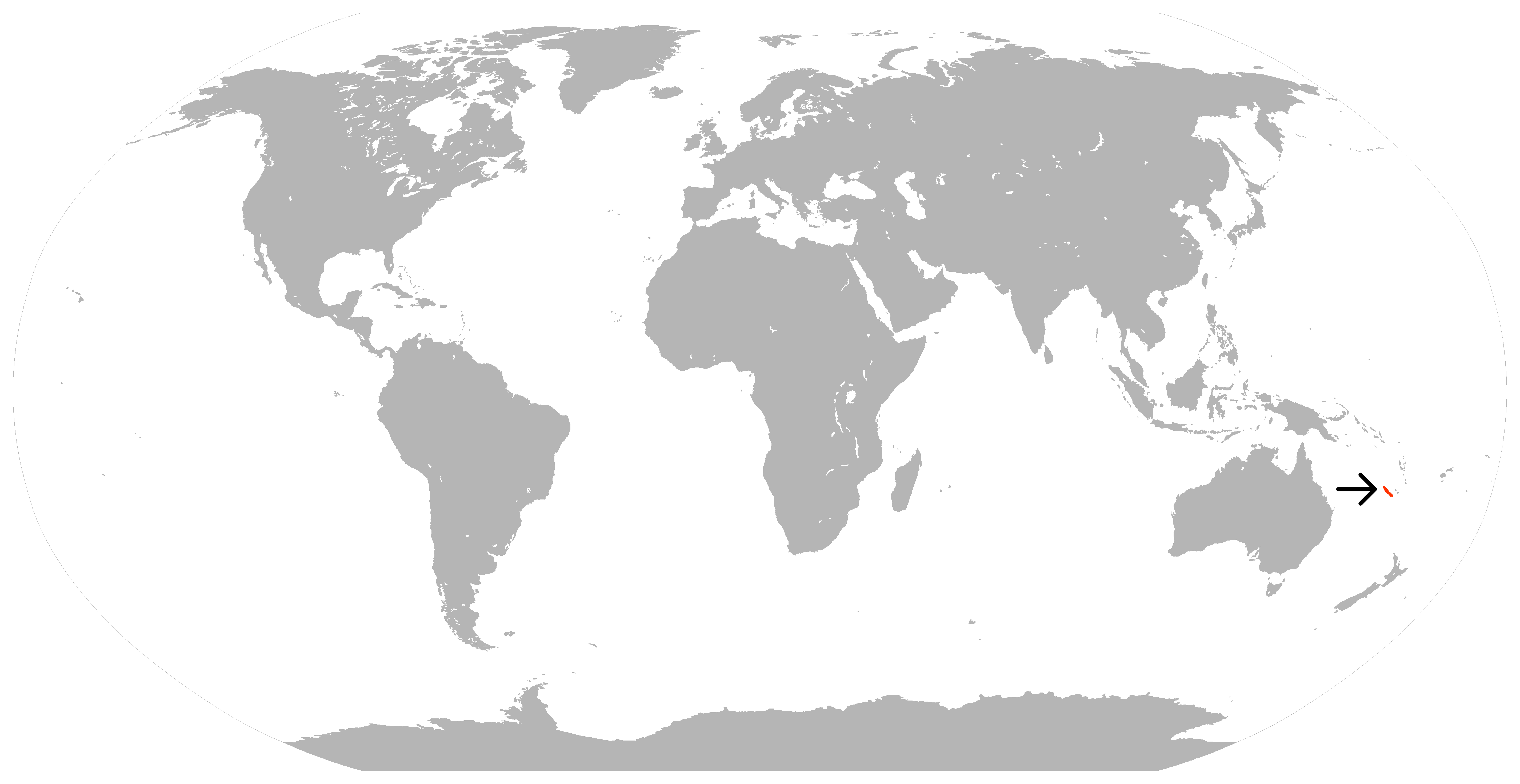
Verbreitungsgebiet

Der Weißbauchhabicht (Tachyspiza haplochroa, Syn.: Accipiter haplochrous) ist ein  auf Neukaledonien endemischer Greifvogel.
Der Lebensraum umfasst tropischen oder subtropischen Regenwald, Sekundärwald, Waldränder meist unterhalb 1000, jedoch bis zu 1300 m Höhe, gerne dicht bewachsene Flächen.
Der Artzusatz kommt von altgriechisch ἁπλόος haplos, deutsch ‚einfach‘ und altgriechisch χρως chrōs, deutsch ‚Farbe, Aussehen, Anstrich‘.

## Merkmale
Dieser Vogel ist 32 bis 40 cm groß, das Männchen wiegt zwischen 152 und 218, das größere Weibchen zwischen 227 und 281 g, die Flügelspannweite beträgt 58 bis 74 cm.
Dieser mittelgroße, ausgeprägt schwarz-weiße Habicht ist in seinem Verbreitungsgebiet unverwechselbar: Die Oberseite ist grau bis schwarz, auch Kopf, Kehle und obere Brust, die Unterseite einschließlich Schwanzunterseite sind cremefarben bis weiß, die Wachshaut ist dunkel, die Beine sind orangefarben. Jungvögel sind gefleckt cremefarben und braun und ähneln denen des größeren Bänderhabichts (Accipiter fasciatus), haben aber auch einen kürzeren Schwanz.
Die Art ist monotypisch.

## Stimme
Der Ruf wird als schnelles, hohes „tseee-tseee-tseee“ beschrieben.

## Lebensweise
Die Nahrung besteht wohl hauptsächlich aus Echsen, Geckos, Insekten und kleinen Säugetieren, die als Lauerjäger erbeutet werden.
Die Brutzeit dürfte zwischen September und Dezember liegen, weitere Informationen liegen nicht vor.

## Gefährdungssituation
Die Art gilt als potentiell gefährdet (Near Threatened) aufgrund von Habitatverlust.